# Софроний (Смирнов)
Софро́ний (Смирно́в) (в миру Сергей Георгиевич Смирнов; 8 [20] апреля 1828, Москва — 19 июля [1 августа] 1921) — архимандрит, преподобный, местночтимый святой Украинской православной церкви.

## Биография
Родился 8 [20] апреля 1828 года в Москве в семье священника.
В 1837 году начал обучение в Высоко-Петровском духовном училище. Обучение проходил по отпускному билету дома, под руководством отца, а в училище приходил дав раза в год для сдачи экзаменов.
В 1842 году окончил училище и поступил в Московскую духовную семинарию.
В 1850 году окончил Московскую духовную семинарию по 2-му разряду.
В 1853 году стал послушником в Святогорской пустыни. Здесь исполнял послушание письмоводителя. Его духовником был схимонах Иоанн (Крюков).
В 1856 году пострижен в монашество с именем Софроний во имя святителя Софрония Иерусалимского.
В 1857 году рукоположен в сан иеродиакона.
В 1861 году рукоположен в сан иеромонаха.
В 1881 году, по рекомендации архимандрита Германа, назначен настоятелем Свято-Димитриевского Ряснянского монастыря Ахтырского уезда Харьковской губернии с возведением в сан игумена.
В 1883 году награждён наперсным крестом.
В 1885 году переведен в Холмско-Варшавскую епархию и назначен духовником Холмского архиерейского дома. Через время назначен духовником Холмской духовной семинарии.
В 1887 году, по ходатайству епископа Модеста, который познакомился с ним во время управления Холмской епархией, назначен настоятелем Арзамасской Высокогорской Вознесенской мужской пустыни Нижегородской епархии.
В 1889 году возведен в сан архимандрита.
В 1894-1904 годах был благочинным монастырей и общин II округа Нижегородской епархии.
Был награждён орденами святой Анны II и III степени, святого равноапостольного князя Владимира IV степени и серебряной медалью императора Александра III.
Активно содействовал развитию духовного просвещения, построил церковно-приходские школы в селах Хватовка и Быковка, за что был награждён Библией от Святейшего Синода и удостоен звания пожизненного члена Нижегородского Епархиального Училищного совета.
В последние годы жизни нес подвиг пустынножительства и старчества.
16 ноября 1907 года Указом Духовной Консистории уволен на покой от должности настоятеля Высокогорской Пустыни.
В 1908 году поселился в келии, построенной в урочище Майданная Поляна в лесу Высокогорской дачи в 30 верстах от Арзамаса, рядом с которой 13 [26] июля 1908 года был освящен деревянный храм в честь Сошествия во ад Господа Иисуса Христа. Рядом с его келией стали селиться духовные чада и, через время, здесь возникла монашеская община, известная как Софрониева Пустынь.
Был прославлен духовными дарами старчества, прозорливости, чудотворения, изгнания бесов. Ещё при жизни имел большое почитание в народе.
19 июля [1 августа] 1921 года скончался. Погребен в часовне Животворящего Креста Господня, по его завещанию, в скромном облачении, с простым крестом и Евангелием.
В 30-е годы XX века разбойники разрыли могилу и вскрыли гроб, ища драгоценности, но ничего не нашли. Жители близлежащего села, придя, чтобы привести разоренную могилу в порядок, обрели его мощи нетленными.

## Канонизация
8 мая 2008 года Определением Священного Синода Украинской Православной Церкви принято решение о местной канонизации подвижника в Донецкой епархии, в Соборе Святогорских святых (день памяти — 11 (24) сентября).
Чин прославления подвижника состоялся во время визита в Святогорскую лавру 12 июля 2008 года Предстоятеля Украинской Православной Церкви Блаженнейшего Митрополита Киевского и всея Украины Владимира, в Свято-Успенском соборе лавры.